# ファイナル・イグザム/惨殺の5日間
『ファイナル・イグザム/惨殺の5日間』（ファイナル・イグザム/ざんさつの５にちかん、原題：Final Exam）は、1981年公開のアメリカのスラッシャー映画。
ジミー・ヒューストンが脚本と監督を担当し、Cecile Bagdadiや、Joel S. Rice、DeAnna Robbinsらが出演した。夏休みが始まるまでの数日間、大学のキャンパスに残された学生たちが、名もなき殺人鬼につきまとわれることになる。

## 概要
主にロサンゼルス出身の俳優たちを使って、ノースカロライナ州とサウスカロライナ州で撮影されたこの作品は、1981年の冬にMotion Picture Marketing社によって公開された。この映画は、『ハロウィン』（1978年）や『13日の金曜日』（1980年）に似ているということで賛否両論があったが、批評家の反応は良くも悪くもない程度のものであった。キャンパスでのシーン撮影は、ライムストーン大学（サウスカロライナ州ガフニー）や、ガードナー-ウェッブ大学（ノースカロライナ州ボイリングスプリングス）などで行われた。
この映画は、わいせつ罪で起訴されることはなかったが、大規模な有害ビデオ排斥運動時に、イギリスで1959年わいせつ出版物法第3条に基づき押収・没収された。この映画は、恣意的な悪役と、ゴア描写やショッキングさよりも人物描写に焦点を当てたことで、現在では批評家から再評価されている。本作における主人公的な男性キャラのラディッシュのキャラクター性から部分的にインスピレーションを得て、ウェス・クレイヴン監督の『スクリーム』（1996年）に登場するランディ・ミークスが誕生した。

## キャスト
- コートニー - Cecile Bagdadi
- ラディッシュ - Joel S. Rice
- Wildman - Ralph Brown
- リサ - DeAnna Robbins
- ジャネット - Sherry Willis-Burch
- マーク - John Fallon
- ゲイリー - Terry W. Farren
- 殺人鬼 - Timothy L. Raynor
- 保安官 - Sam Kilman
- Dr. Reynolds - Don Hepner
- エリザベス - Mary Ellen Withers
- コーチ - Jerry Rushing
- 車にいる男子学生 - Shannon Norfleet
- 車にいる学生 - Carol Capka
- Mitch - R.C. Nanney

## 分析
IGNのTodd Gilchristは、この映画におけるホモエロティシズム要素、特に男子社交クラブでのヘイジング儀式の描写について、「この種の特異な行動で問題なのは、それがホモっぽいことではなく、映画の中で何の意味もなく、他の出来事と全く結びつかないことである...。オタク、体育会系、年頃の女子学生などは、スラッシャー映画という神話に不可欠な要素だが、実際に殺人が始まると、そのようなキャラクターは、死体の数を増やす以外の効果には使われない」と言及している。DVD TalkのIan Janeは、回顧的なレビューの中で、この映画について触れ、同様の見解を示している。

## 製作

### キャスティング
『Final Exam』のキャストの大半は、カリフォルニア州ロサンゼルスでキャスティングされた舞台俳優である。
主演のCecile Bagdadiは、ロサンゼルスのコロネット・シアターで上演された作品『Faces on the Wall』に出演したのをきっかけにキャスティングされた。

### 撮影
撮影は、1980年9月15日から同年10月25日までの6週間をかけて、ノースカロライナ州シェルビーのE.O.スタジオで行われた。サウスカロライナ州ガフニーのライムストーン・カレッジとノースカロライナ州スピンデイルのイソサーマル・コミュニティ・カレッジでは追加撮影が行われた。

### 製作費
映画の製作費は約36万3千ドルであった。

## 公開

### 興行収入
『Final Exam』は、1981年2月27日にミズーリ州セントルイスとオハイオ州デイトンで限定上映され、6月5日にロサンゼルスでプレミア公開されるまで、春の間、地域限定で上映され続けた。
この映画は商業的には小さな成功を収め、アメリカでは130万ドルの興行収入となった。1981年6月26日付のバラエティ誌の報道では、その日の全米興行成績で7位にランクされていた。

## 評価

### 批評家の反応
デイトン・デイリー・ニュース紙のHal Lipperは、この映画を『ハロウィン』（1978年）と比較し、『ハロウィン』よりも「より巧妙」で「より良い演技」であるが、殺人鬼が頻繁に登場するため怖さに欠ける、と述べている。また、Lipperはカメラワークについても「しかし、『Final Exam』で歓迎すべきは、その有能なカメラワークである。36万3千ドルの製作費に見合う、洗練されたプロフェッショナルの仕事だ。ただし、映画のフィナーレで手持ちカメラでの撮影シーンを数回使えば、インパクトが増したかもしれない」と賞賛している。加えて、BagdadiとRiceの演技がこの映画のハイライトであるとも書いている。
ロサンゼルス・タイムズ紙のLinda Grossは、この映画について「『アニマル・ハウス』のような大学生らしい悪ふざけ的なユーモアと『プロムナイト』のような殺人スリラーの間で揺れ動いている」と指摘し、中程度の評価を与えている。
シカゴ・トリビューン紙のジーン・シスケルは、この映画を『ハロウィン』（1978年）の「パクリ」とみなし、「廊下や教室で恐怖に怯える少女たちにカメラが入り込む、定番のストーキングショット」を特徴としていると指摘した。
TV Guideは、この映画を「退屈」で「ほとんど血がない」と評し、本編におけるセリフが多いシーンを非難している。
ボルチモア・イブニングサン紙のLou Cedroneは、この映画を酷評し、「脚本は犯人が誰なのか、なぜ殺しをするのか、全く説明しない......。この映画で最も恐ろしいのは、社交クラブの少年たちの行動であり、唯一、真に称賛に値するのは殺人そのものが抑制的に扱われていることだけだ」と書いている。
Courier-Journal紙のGregg Swemは、この映画は「幼稚な」会話で話が進み、「安っぽさの臭いがする」と指摘したが、「怖がらせることには成功しているし、情け容赦なく余韻が残るサスペンスフルな瞬間もある」と認めている。

### 現代の評価
AllMovieは、「社交クラブの男子学生コメディとスラッシャースリラーのハイブリッドだが、スラッシャー的要素もユーモアもなく、何も利用できていない」と評した。
ホラーレビューサイトの「Oh, the Horror！」のBrett Gallmanは、この映画に好意的なレビューを寄せている。ただし、映画の人物描写や、ゆっくりと高まる緊張感を褒める一方で、殺人が起こるまでの時間が長く、工夫がないと批判もしている。
『Legacy of Blood: A Comprehensive Guide to Slasher Movies』という著作にて、映画研究家のJim Harperは、この映画が「スラッシャー映画における殺人鬼の自立的な面を極端にしたものである。ティーンエイジャーを恐怖に陥れる男が画面に映し出されるが、彼には名前も、犠牲者との関係も、経歴も、そして動機も一切ない。彼はただ現れ、殺し始め、そして倒されるだけだ」と指摘している。また、この映画におけるキャラクター造形の欠点を指摘し、もし他のキャラクターがラディッシュのようにうまく描かれていたら、『Final Exam』はマイナーながらも名作になっていたかもしれない。このままでは、みんなステレオタイプのジョックとチアリーダーで、結局は忘れ去られてしまう」と書いている。
Rotten Tomatoesでは、8人の批評家によるレビューで13％の支持を得て、平均評価は3.5/10となっている。

## 家庭用記憶媒体
この映画は、2008年9月23日にBCIからDVDで発売され、その後2011年9月20日にScorpion Releasingから改めて発売された。
2014年5月13日には、Shout Factoryから最初のブルーレイが発売された。

## サントラ
1981年にAEIレコードから、この映画の公式サントラが発売された。

### 曲目リスト
| #   | タイトル                  | 作詞 | 作曲・編曲 | 時間 |
| --- | ------------------------- | ---- | ---------- | ---- |
| 1.  | 「Main Title」            |      |            | 1:08 |
| 2.  | 「On the Prowl」          |      |            | 1:43 |
| 3.  | 「Love Theme」            |      |            | 0:47 |
| 4.  | 「Stealing the Exam」     |      |            | 0:50 |
| 5.  | 「Mighty House of Gamma」 |      |            | 4:18 |
| 6.  | 「Art in the Dark」       |      |            | 1:14 |
| 7.  | 「Sweet Young Girls」     |      |            | 2:02 |
| 8.  | 「The Wrong Answer」      |      |            | 5:42 |
| 9.  | 「The Executionist Song」 |      |            | 0:48 |
| 10. | 「The Massacre」          |      |            | 2:30 |
| 11. | 「Courtney and Radish」   |      |            | 2:09 |
| 12. | 「The Chase」             |      |            | 7:49 |
| 13. | 「End Title」             |      |            | 3:47 |

## ノベライズ版
1981年に、Pinnacle Booksから本作を小説化したGeoffrey Meyer著の同名のペーパーバックが出版されたが、後に絶版となっている。このノベライズ版では、映画の冒頭で殺害されたカップルをはじめとして、登場人物たちの設定などがさらに拡張されている。映画ではこのカップルは無名であったが、このノベライズ版ではダナとジョンという名前が明らかにされ、その背景も提供されている。さらに、ノベライズでは、映画では説明されない殺人鬼の動機がほのめかされている。

## 参考資料
- Albright, Brian (2012). Regional Horror Films, 1958-1990: A State-by-State Guide with Interviews. Jefferson, North Carolina: McFarland. ISBN 978-0-786-47227-7
- Harper, Jim (2004). Legacy of Blood: A Comprehensive Guide to Slasher Movies. Manchester, England: Critical Vision. ISBN 978-1-900-48639-2
- Muir, John Kenneth (2012). Horror Films of the 1980s. 1. Jefferson, North Carolina: McFarland. ISBN 978-0-786-47298-7. OCLC 840902442
- Newman, Kim (2011). Nightmare Movies: Horror on Screen Since the 1960s. London, England: Bloomsbury. ISBN 978-1-408-80503-9
- Nowell, Richard (2012). Blood Money: A History of the First Teen Slasher Film Cycle. New York City, New York: Bloomsbury. ISBN 978-1-441-12496-8